# Juan Masferrer
Juan Masferrer Pellizzari (Angol, 19 de noviembre de 1940-Rancagua, 28 de diciembre de 2017) fue un político chileno, miembro de la Unión Demócrata Independiente (UDI). Fue alcalde y concejal de la comuna de Las Cabras desde 2016 hasta su muerte. Previamente se desempeñó como embajador de su país en Guatemala.
Entre 1990 y 2010 ejerció como diputado de la República por el distrito n.º 34.

## Biografía
Nació el 17 de noviembre de 1940, en Angol. Hijo de Luis Guillermo Masferrer y Fresia Yolanda Pellizzari.
Realizó sus estudios primarios y secundarios en el Colegio Santa Ana de Angol. Posteriormente ingresó a la Escuela de Especialidades de la Fuerza Aérea (FACh), donde obtuvo el título de técnico en motores a reacción en 1969.
Se casó con Jacqueline Vidal Delaigue, con quien tuvo tres hijos, entre ellos el actual subsecretario Juan Manuel Masferrer Vidal.
Entre 1978 y 1980 fue director del Club de O'Higgins, y a partir de 1985, director del Cuerpo de Bomberos de Las Cabras y presidente honorario del Club de Huasos de la misma localidad. En el ámbito laboral, hasta 1981 se desempeñó como jefe comercial de la empresa Abastible.
Falleció el 28 de diciembre de 2017, a la edad de 77 años.

## Carrera política
En 1982 fue designado por la dictadura militar en el cargo de Alcalde de la comuna de Las Cabras.
En las elecciones parlamentarias de 1989 fue elegido diputado por el Distrito N.° 34, correspondiente a las comunas de Chimbarongo, Las Cabras, Peumo, Pichidegua, San Fernando y San Vicente de Tagua-Tagua. Durante su gestión, integró las comisiones de Salud; de Educación y Cultura; Ciencias y Tecnología; y Deportes y Recreación. Además, formó parte de las comisiones especiales de Pobreza; de Cumbre Social; y de Problemas Carcelarios.
En las elecciones parlamentarias de diciembre de 1993 fue reelegido por el mismo distrito, para el período legislativo 1994-1998. Participó en la Comisión de Salud, la que presidió. En las elecciones de 1997, obtuvo una nueva reelección por el mismo distrito, para el período legislativo 1998 a 2002. Integró las comisiones de Salud; y de Relaciones Exteriores, Integración Latinoamericana y Asuntos Interparlamentarios.
En las elecciones parlamentarias de diciembre de 2001 mantuvo su escaño por su partido por el mismo distrito, para el período legislativo 2002-2006. Integró las comisiones de Relaciones Exteriores, Asuntos Interparlamentarios e Integración Latinoamericana; y de Salud. Junto con la Comisión Especial de la Pequeña y Mediana Empresa.
En las elecciones parlamentarias de 2005 obtuvo su quinta reelección por el mismo distrito, para el período 2006-2010. Integró las comisiones de Relaciones Exteriores, Asuntos Interparlamentarios e Integración Latinoamericana; Micro, Pequeña y Mediana Empresa; y de Salud. También la Comisión Especial de la Pequeña y Mediana Empresa (PYME); y la Comisión Investigadora sobre Plan Auge. Fue miembro del Grupo Interparlamentario chileno-colombiano, el que presidió.
Para las elecciones parlamentarias de diciembre de 2009, decidió no repostularse a la Cámara de Diputados. En 2010 fue nombrado por el presidente Sebastián Piñera para asumir como embajador (político) en Guatemala, cargo que ejerció hasta 2014. En las elecciones municipales de 2016 fue elegido concejal de la comuna de Las Cabras, donde se despeñó hasta la fecha de su muerte.

## Historial electoral

### Elecciones parlamentarias de 1989
- Elecciones parlamentarias de 1989 a Diputado por el distrito 34 (San Fernando, Chimbarongo, Las Cabras, Peumo, Pichidegua, San Vicente de Tagua Tagua).[4].

### Elecciones parlamentarias de 1993
- Elecciones parlamentarias de 1993 a Diputado por el distrito 34 (San Fernando, Chimbarongo, Las Cabras, Peumo, Pichidegua, San Vicente de Tagua Tagua).[5]

### Elecciones parlamentarias de 1997
- Elecciones parlamentarias de 1997 a Diputado por el distrito 34 (San Fernando, Chimbarongo, Las Cabras, Peumo, Pichidegua, San Vicente de Tagua Tagua).[6]

### Elecciones parlamentarias de 2001
- Elecciones parlamentarias de 2001 a Diputado por el distrito 34 (San Fernando, Chimbarongo, Las Cabras, Peumo, Pichidegua, San Vicente de Tagua Tagua).[7]

### Elecciones parlamentarias de 2005
- Elecciones parlamentarias de 2005 a Diputado por el distrito 34 (San Fernando, Chimbarongo, Las Cabras, Peumo, Pichidegua, San Vicente de Tagua Tagua).[8]